# Frères de l'Immaculée-Conception de Huijbergen
Les frères de l'Immaculée Conception de la Bienheureuse Vierge Marie (en latin Fratres Immaculatæ Conceptionis B.V.M. Matris Dei) ou frères de Huijbergen forment une congrégation laïque masculine de droit pontifical vouée à l'instruction de la jeunesse. Ils ne faut pas les confondre avec les frères de l'Immaculée-Conception de Maastricht.

## Historique
La congrégation est fondée le 25 septembre 1854 par Mgr van Hooydonk, évêque de Breda, pour s'occuper de garçons orphelins hébergés dans l'ancien couvent guillemite de Huijbergen dans le Brabant-Septentrional. Un internat du nom de Sainte-Marie y est ouvert également pour des pensionnaires et devient un établissement d'éducation de qualité pour le diocèse, où de futurs prêtres furent éduqués. En 1934, un noviciat à part est fondé à côté. L'ensemble est sévèrement endommagé en 1941 pendant la Seconde Guerre mondiale et restauré après la guerre. L'internat ferme en 1988 et les frères déménagent dans une maison neuve en 1990 où ils installent leur maison généralice, toujours à Huijbergen.
L'institut s'agrége à l'ordre des Frères mineurs capucins en 1956, il reçoit son Decretum laudis le 22 avril 1958 et ses constitutions sont définitivement approuvées par le Saint-Siège le 5 décembre 1963.

## Activité et diffusion
La devise de la congrégation est Simpliciter et Confidenter. Les premiers frères rattachés au Tiers-Ordre ouvrent des écoles et collèges pour garçons y compris des établissements techniques et des écoles pour handicapés . Ils connaissent un essor rapide, jusqu'à compter plusieurs centaines de frères dans les années 1960, puis brutalement les vocations s'effondrent. Aujourd'hui, ils sont en train de disparaître des Pays-Bas, où l'indifférence religieuse gagne la majorité des esprits, mais ils ont encore des vocations en Indonésie, où les besoins sont importants.
Les frères sont présents désormais dans trois provinces:
Ils sont présents aux Pays-Bas dans trois communautés (la province a compté jusqu'à une douzaine de maisons autrefois). Leurs anciennes écoles ou collèges sont aujourd'hui confiés à d'autres structures laïques ou bien sont fermés. Les frères gardent toutefois les archives et la mémoire de leur congrégation dans leur maison généralice qui accueille des frères âgés. Ils sont à Huijbergen, Breda et Oudenbosch et font de l'animation paroissiale. Ils sont également engagés dans des œuvres d'associations socio-humanitaires.
Ils sont encore présents dans le Mato Grosso au Brésil avec sept frères âgés et des œuvres confiées de plus en plus à des laïques (école, crèche, hôpital, atelier de formation en menuiserie, etc.)
Les frères se maintiennent en Indonésie (ancienne colonie néerlandaise) avec  huit communautés dont cinq à Java. C'est de cette province que proviennent désormais les novices.
La congrégation comptait au 31 décembre 2005 treize communautés (dont trois aux Pays-Bas, une au Brésil et neuf en Indonésie) comprenant 112 Frères (dont un prêtre).